# Mielichhoferia brotheri
Mielichhoferia brotheri är en bladmossart som beskrevs av Fleischer in Brotherus 1903. Mielichhoferia brotheri ingår i släktet kismossor, och familjen Bryaceae. Inga underarter finns listade i Catalogue of Life.